# Dapsilochaetus
Dapsilochaetus is een vliegengeslacht uit de familie van de roofvliegen (Asilidae).

## Soorten
- D. inflatus Hull, 1962